# En Comú Podem

Logo von En Comú Podem

En Comú Podem (katalanisch Zusammen können wir) ist eine Gemeinschaftskandidatur verschiedener Linksparteien Kataloniens, die seit den Wahlen zum spanischen Parlament vom 20. Dezember 2015 ein Wahlbündnis bildet. Bei der Parlamentswahl in Katalonien 2017 trat das Bündnis unter dem Namen Catalunya en Comú-Podem an.

## Mitgliedsparteien
Nach spanischem Wahlrecht können verschiedene Parteien zur Wahl in einer Gemeinschaftskandidatur (coalición electoral) antreten. Diese Gemeinschaftskandidatur kann sich auf einen oder mehrere Wahlkreise beschränken. Dieselbe Partei kann also z. B. in einem Wahlkreis allein, in einem Wahlkreis zusammen mit der Partei A und in wieder einem anderen Wahlkreis zusammen mit der Partei B antreten.
Die Gemeinschaftskandidatur En Comú Podem ist auf die vier katalanischen Wahlkreise (Barcelona, Girona, Lleida und Tarragona) beschränkt. Zu En Comú Podem gehören die folgenden Parteien:
- Podemos
- Catalunya en Comú (CatComú; Im April 2017 gegründet.)
  - Barcelona en Comú (BComú; Im April 2017 in CatComú integriert.)
  - Esquerra Unida Catalunya (EUCat; Im Juli 2019 als katalanischen Teil der Izquierda Unida gegründet. Integriert in CatComú)
  - Equo (Im April 2017 in CatComú integriert.)
  - Esquerra Unida i Alternativa (EUiA; Im April 2017 in CatComú integriert. Wurde im Juni 2019 ausgeschlossen.)
  - Iniciativa per Catalunya Verds (ICV; Im April 2017 in CatComú integriert. Im Juli 2019 aufgelöst.)

## Wahlergebnis 2015
Bei der Wahl vom 20. Dezember 2015 wurde En Comú Podem mit einem Stimmenanteil von 25 % (was 3,7 % gerechnet auf das gesamtspanische Ergebnis entspricht) stärkste Kraft in Katalonien. Auf die Kandidatur entfielen damit 12 der 47 Mandate, die in der Region Katalonien vergeben wurden.
Das Ergebnis der Wahl zum spanischen Abgeordnetenhaus nach Wahlkreisen (Provinzen):
| Wahlkreis            | Stimmen | Anteil | Sitze |
| -------------------- | ------- | ------ | ----- |
| Barcelona            | 768.235 | 26,9 % | 9     |
| Girona               | 54.071  | 16,3 % | 1     |
| Lleida               | 30.538  | 15,4 % | 1     |
| Tarragona            | 77.036  | 20,6 % | 1     |
| Katalonien insgesamt | 929.880 | 24,7 % | 12    |

Von den 12 Abgeordneten gehörten vier zu Barcelona en Comú, drei zur ICV, zwei zu Podemos und zwei zu EUiA. Eine Abgeordnete war parteilos.
Nach der Wahl beabsichtigten die En Comú-Podem-Abgeordneten zunächst im Abgeordnetenhaus eine eigene Fraktion zu bilden. Dies wurde vom Parlamentspräsidium jedoch abgelehnt, sodass sie sich – ebenso wie die Abgeordneten der galicischen Gemeinschaftskandidatur En Marea – der Fraktion von Podemos anschlossen.

## Wahl 2016
Für die spanischen Parlamentswahlen am 26. Juni 2016 und am 28. April 2019 wurde die Gemeinschaftskandidatur von denselben Parteien erneut gebildet.